# ويجا 2
ويجا 2: أصل الشر (بالإنجليزية: Ouija: Origin of Evil)‏ هو فيلم رعب أمريكي من إخراج مايك فلاناغان سنة 2016، وبطولة كل من إليزابيث ريزر وأناليز باسو ولولو ويلسون وآخرين.

## القصة
تدور احداث الفيلم في مدينة (لوس أنجلوس) عام 1967، حيث أم أرملة وابنتيها تبتكران حيلة جديدة لأعمالهن الاحتيالية الخاصة بإقامة جلسات الأرواح، ولكن عن غير قصد منهن تدعيّن روح شريرة إلى منزلهن، وعندما تتعرض الابنة الصغرى للاستحواذ مِن قِبَل هذه الروح التي لا تعرف الرحمة؛ يصبح لزامًا على العائلة أن تواجه مخاوفها لإنقاذ الابنة واستعادتها إليها ويموت الجميع.

## روابط خارجية
ويجا 2 على موقع IMDb (الإنجليزية)
- ويجا 2 على موقع ميتاكريتيك (الإنجليزية)
- ويجا 2 على موقع روتن توميتوز (الإنجليزية)
- ويجا 2 على موقع قاعدة بيانات الأفلام العربية
- ويجا 2 على موقع ألو سيني (الفرنسية)
- ويجا 2 على موقع Turner Classic Movies (الإنجليزية)
- ويجا 2 على موقع أول موفي (الإنجليزية)
- ويجا 2 على موقع بوكس أوفيس موجو (الإنجليزية)
- ويجا 2 على موقع فيلمافينيتي (الإسبانية)
- ويجا 2 على موقع قاعدة بيانات الأفلام السويدية (السويدية)